# Atletismo nos Jogos Pan-Americanos de 2023 - Salto em altura masculino
A competição de salto em altura masculino do atletismo nos Jogos Pan-Americanos de 2023 foi disputada em 3 de novembro no Parque Deportivo Estadio Nacional, em Santiago, no Chile. No total, competiram 13 atletas de 9 Comitês Olímpicos Nacionais (CON).

## Calendário
Horário local (UTC-4).
| Data          | Horário | Fase  |
| ------------- | ------- | ----- |
| 3 de novembro | 17:31   | Final |

## Medalhistas
| Ouro   | CUB Luis Zayas       |
| Prata  | PUR Luis Joel Castro |
| Bronze | BAH Donald Thomas    |

## Recordes
Antes desta competição, os recordes mundiais e dos Jogos Pan-Americanos da prova eram os seguintes:
| Tipo                             | Atleta           | Marca  | Local         | Data                |
| -------------------------------- | ---------------- | ------ | ------------- | ------------------- |
|                                  | Javier Sotomayor | 2,45 m | Salamanca     | 27 de julho de 1993 |
| Recorde dos Jogos Pan-Americanos | Javier Sotomayor | 2,40 m | Mar del Plata | 25 de março de 1995 |

## Resultados

### Final
Estes foram os resultados:
| Pos. | Atleta            | Nacionalidade      | 2.05 | 2.10 | 2.15 | 2.18 | 2.21 | 2.24 | 2.27 | 2.30 | Marca | Notas |
| ---- | ----------------- | ------------------ | ---- | ---- | ---- | ---- | ---- | ---- | ---- | ---- | ----- | ----- |
| 01 ! | Luis Zayas        | CUB Cuba           | –    | –    | o    | o    | xo   | o    | xxo  | r    | 2.27  |       |
| 02 ! | Luis Joel Castro  | PUR Porto Rico     | –    | o    | o    | –    | o    | o    | xxx  |      | 2.24  |       |
| 03 ! | Donald Thomas     | BAH Bahamas        | o    | –    | xxo  | –    | xxo  | xxo  | xxx  |      | 2.24  |       |
| 4    | Edgar Rivera      | MEX México         | –    | o    | o    | o    | o    | xxx  |      |      | 2.21  |       |
| 5    | Fernando Ferreira | BRA Brasil         | –    | o    | o    | xo   | o    | xx-  | x    |      | 2.21  |       |
| 6    | Dontavious Hill   | USA Estados Unidos | xo   | o    | o    | o    | o    | xxx  |      |      | 2.21  |       |
| 7    | Lushane Wilson    | JAM Jamaica        | o    | xo   | o    | xxo  | xo   | xxx  |      |      | 2.21  |       |
| 8    | Erick Portillo    | MEX México         | –    | o    | o    | o    | xxx  |      |      |      | 2.18  |       |
| 9    | Thiago Moura      | BRA Brasil         | –    | o    | x--  | xo   | xxx  |      |      |      | 2.18  |       |
| 10   | Cristoff Bryan    | JAM Jamaica        | –    | o    | o    | –    | xxx  |      |      |      | 2.15  |       |
| 11   | Elijah Kosiba     | USA Estados Unidos | –    | xo   | o    | xxx  |      |      |      |      | 2.15  |       |
| 12   | Pedro Alamos      | CHI Chile          | o    | o    | xo   | xxx  |      |      |      |      | 2.15  |       |
| 13   | Carlos Layoy      | ARG Argentina      | –    | o    | xxo  | xxx  |      |      |      |      | 2.15  |       |

Legenda
| Recorde mundial                  | Recorde mundial (World record)               |                       | Recorde africano                      | Recorde africano (African) |                                           | Q | Classificado por posição (Qualified) |
| Recorde dos Jogos Pan-Americanos | Recorde pan-americano (Pan-American record)  | Recorde da América    | Recorde da América (Americas)         | q                          | Classificado por melhor tempo (Qualified) |   |                                      |
| Melhor marca do ano              | Melhor marca do ano (World leading)          | Recorde asiático      | Recorde asiático (Asian)              | DNS                        | Não largou (Did not start)                |   |                                      |
| Recorde nacional                 | Recorde nacional (National record)           | Recorde europeu       | Recorde europeu (European)            | DNF                        | Não terminou (Did not finish)             |   |                                      |
| Recorde pessoal                  | Recorde pessoal do atleta (Personal best)    | Recorde da Oceania    | Recorde da Oceania (Oceania)          | DSQ / DQ                   | Desclassificado (Disqualified)            |   |                                      |
| Recorde da temporada             | Recorde da temporada do atleta (Season best) | Recorde sul-americano | Recorde sul-americano (South America) | NM                         | Sem marca (No mark)                       |   |                                      |